# Fixed
Fixed (в переводе с англ. — «Исправленный») — второй мини-альбом американской рок-группы Nine Inch Nails, их шестой официальный релиз по нумерации Halo. Он был выпущен 7 декабря 1992 года на лейблах Nothing, TVT и Interscope; основным продюсером записи выступил фронтмен NIN Трент Резнор. Fixed служит дополнением к вышедшему ранее в 1992 году предыдущего мини-альбома Nine Inch Nails Broken; в записи диска принял участие ряд коллег Резнора по сцене: концертный барабанщик NIN Крис Вренна, группа Coil, Бутч Виг, Джим Тёрлуэлл. После релиза Fixed занял в 1993 году высокие места в канадском и новозеландском хит-парадах; в 1995 году мини-альбом получил платиновую сертификацию Британской ассоциации производителей фонограмм.

## Обзор
Fixed — шестой официальный релиз группы. Диск содержит ремикшированые версии материала альбома Broken. Участие в записи принимали: Бутч Виг, Джим Тёрлуэлл, Питер Кристоферсон, а также участники концертных выступлений Nine Inch Nails Крис Вренна и Джеймс Вулли.

### Last (Butch Vig remix)
Композиция «Throw Me Away» с этого альбома заканчивается фрагментом, взятым из ремикса Бутча Вига на песню «Last». Эта версия «Last», составленная при участии Дюка Эриксона и Стива Маркера, — будущих коллег Вига в составе Garbage, — так и не вошла в финальный трек-лист альбома, поскольку Резнору не понравился ремикс, за исключением концовки. Сам ремикс был доступен в относительно низком качестве (8-бит, 11 кГц, моно) как файл NIN_LAST.AIFF на FTP cyberden.com с 1993 года. Позже композиция исчезла с сайта, но была доступна в пиринговых сетях.
30 ноября 2007 года Трент Резнор загрузил MP3-файл «Last (Butch Vig remix)» более высокого качества (16 бит, 256 кбит/с, стерео) на сайт ремиксов remix.nin.com, где теперь бесплатно доступен для загрузки.

## Список композиций
| №  | Название               | Ремикширование                                                           | Длительность |
| -- | ---------------------- | ------------------------------------------------------------------------ | ------------ |
| 1. | «Gave Up»              | Coil Дэнни Хайд [англ.]                                                  | 5:25         |
| 2. | «Wish»                 | Джим Тёрлуэлл                                                            | 9:11         |
| 3. | «Happiness in Slavery» | Трент Резнор Крис Вренна Пол Кендалл [англ.]                             | 6:09         |
| 4. | «Throw This Away»      | Резнор Вренна Бутч Виг                                                   | 4:14         |
| 5. | «Fist Fuck»            | Тёрлуэлл                                                                 | 7:21         |
| 6. | «Screaming Slave»      | Резнор Вренна Билл Кеннеди Шон Биван [англ.] Мартин Брумбах Боб Флэнаган | 8:02         |

## Позиции в чартах и сертификации
| Чарт (1993)    | Наивысшая позиция |
| -------------- | ----------------- |
| Канада         | 6                 |
| Новая Зеландия | 25                |

| Страна         | Сертификация |
| -------------- | ------------ |
| Великобритания | Платиновая   |